# Hemipogon hatschbachii
Hemipogon hatschbachii là một loài thực vật có hoa trong họ La bố ma. Loài này được (Fontella & Marquete) Rapini mô tả khoa học đầu tiên năm 2003.